# Korallsnöre
Korallsnöre (Tubulanus lutescens) är en djurart som tillhör fylumet slemmaskar, och som beskrevs av Cantell 200. Enligt Catalogue of Life ingår Korallsnöre i släktet Tubulanus och familjen Tubulanidae, men enligt Dyntaxa är tillhörigheten istället släktet Tubulanus, och ordningen Palaeonemertea. Arten är reproducerande i Sverige. Inga underarter finns listade i Catalogue of Life.